# Мирослава Најдановски
Мирослава Најдановски (Зрењанин, 10. јануар 1988) је српска пливачица. Најбоља је у дисциплини слободним стилом.
Учествовала је на Олимпијским играма у Атини 2004. као представник Србије и Црне Горе као најмлађи члан олимпијског тима и Пекингу 2008. за Србију.
На Медитеранским играма 2009. у Пескари је освојила златну медаљу на 100 m слободним стилом, а у истој дисциплини је на Универзијади у Београду поделила треће место са америчком пливачицом Медисон Кенеди.